# Magnetosfera de Júpiter
A magnetosfera de Júpiter é a cavidade criada dentro do vento solar pelo campo magnético do planeta. Estendendo-se por sete milhões de quilômetros no sentido do Sol e quase até a órbita de Saturno, no sentido oposto, a magnetosfera jupiteriana é a maior e mais forte magnetosfera planetária do Sistema Solar, e por volume a segunda maior estrutura contínua dentro do Sistema Solar, atrás somente da heliosfera. Mais larga e achatada do que a magnetosfera terrestre, a magnetosfera jupiteriana é mais forte do que a terrestre por uma ordem de magnitude, enquanto que seu momento magnético é 18 mil vezes maior. Cientistas predisseram a existência do campo magnético jupiteriano no final da década de 1950, através das emissões de rádio vindas do planeta e ele foi diretamente observado, pela primeira vez, pela sonda Pioneer 10, em 1973.
O campo magnético jupiteriano é gerado por correntes elétricas no núcleo externo do planeta, que é composto de hidrogênio metálico líquido. Erupções vulcânicas em seu satélite Io ejetam grandes quantidades de dióxido de enxofre para o espaço, formando um grande toro em torno do planeta. As forças do campo magnético jupiteriano forçam o toro a girar com a mesma velocidade angular e direção que a rotação do planeta. O toro, por sua vez, carrega o campo magnético com plasma, no processo estendendo-o em uma estrutura em forma de panqueca chamada disco magnético. Com efeito, a magnetosfera jupiteriana é alimentada por plasma proveniente de Io e por sua própria rotação, em vez de pelo vento solar, como ocorre na magnetosfera terrestre. Fortes correntes na magnetosfera geram auroras permanentes nas regiões polares de Júpiter e emissões intensas de rádio e, como consequência, Júpiter pode ser visto como um pulsar de rádio bastante fraco. As auroras jupiterianas foram observadas em quase todas as partes do espectro eletromagnético, incluindo infravermelho, luz visível, ultravioleta e raios X.
A ação da magnetosfera jupiteriana atrai e acelera partículas, produzindo cinturões de radiação em torno do planeta, semelhantes aos cinturões de Van Allen da Terra, mas milhares de vezes mais poderosos. A interação das partículas energéticas com a superfície dos maiores satélites de Júpiter afeta bastante as propriedades químicas e físicas dos mesmos. Estas mesmas partículas também afetam e são afetadas pelo movimento das partículas dentro do sistema de anéis jupiterianos. Os cinturões de radiação representam um risco significativo para as naves e viajantes humanos ao espaço.

## Estrutura
A magnetosfera de Júpiter é uma estrutura complexa que consiste de uma  bow shock , magnetopausa, rabo magnético, disco magnético e outros componentes. O campo magnético de Júpiter é criado através de diversas fontes, incluindo a circulação de fluidos no interior do planeta (o campo interno), correntes elétricas no plasma em torno de Júpiter e correntes na fronteira da magnetosfera do planeta. A magnetosfera está localizada dentro do plasma do vento solar, que possui, por sua vez, o campo magnético interplanetário.

### Campo magnético interno

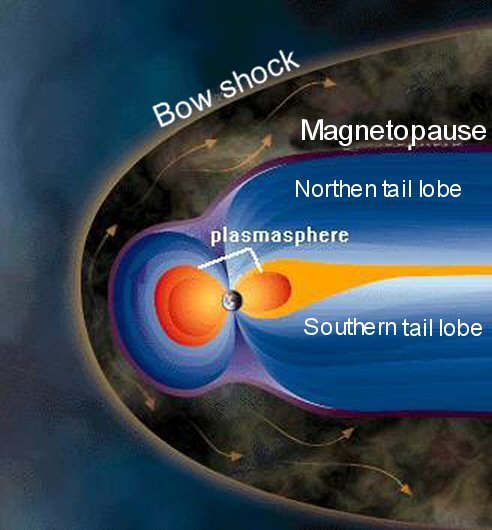
Representação artística da magnetosfera jupiteriana, na qual plasmasphere refere-se ao toro e ao rabo da folha de plasma.

A maior parte do campo magnético de Júpiter é gerada, como no caso do campo magnético terrestre, por um dínamo interno, suportado pela circulação de fluido condutor em seu núcleo externo. Porém, enquanto o núcleo terrestre é feito de ferro e níquel derretidos, o núcleo jupiteriano é composto de hidrogênio metálico. Como na Terra, o campo magnético jupiteriano é primariamente dipolar, com polos magnéticos norte e sul nas extremidades de um único eixo magnético. Porém, em Júpiter, o polo norte do dipolo está localizado no hemisfério norte do planeta, e o polo sul, no hemisfério sul, em contraste com a Terra, cujo polo norte do dipolo localiza-se no hemisfério sul, e vice-versa. O campo magnético jupiteriano também possui quadrupolos, octupolos e componentes mais complexos, embora estes tenham menos de um décimo da força do campo dipolar magnético.
O dipolo de Júpiter está inclinado em aproximadamente 10° do eixo de rotação do planeta, inclinação esta similar à da Terra (de 11,3°). A força do campo equatorial é de cerca de 428 μT (4,28 G), que corresponde a um momento magnético de 1,56 x 1020 T·m3. Isto faz o campo magnético de Júpiter dez vezes mais forte que o da Terra, e seu momento magnético cerca de 18 mil vezes maior. O campo magnético de Júpiter possui a mesma velocidade de rotação que a região embaixo de sua atmosfera, com um período de 9 h 55 min. Nenhuma mudança em sua força ou sua estrutura foi observada desde que as primeiras medidas foram tomadas pelas sondas Pioneer 10 e Pioneer 11, na década de 1970.

### Tamanho e formato
O campo magnético interno de Júpiter impede que o vento solar, uma corrente de partículas ionizadas emitida pelo Sol, interaja diretamente com a atmosfera jupiteriana, e, em vez disso, desvia esta corrente em torno do planeta. Isto cria uma cavidade dentro do fluxo de vento solar, a magnetosfera, composta por plasma de composição diferente daquela do vento solar. A magnetosfera jupiteriana é tão grande que o Sol e sua coroa visível caberiam facilmente no seu interior, com espaço de sobra. Se uma pessoa na Terra pudesse ver a magnetosfera jupiteriana no céu, esta teria cinco vezes o tamanho da Lua cheia, apesar de estar localizada cerca de 1 700 vezes mais longe que a Lua.
Como na magnetosfera terrestre, a fronteira separando o plasma do vento solar, mais denso e frio, daquele dentro da magnetosfera jupiteriana é chamada de magnetopausa. A distância entre a magnetopausa até o centro de Júpiter varia entre 45 a 100 Rj (no qual 1 Rj, o raio de Júpiter, equivale a 71 492 km) no ponto subsolar — o ponto (não fixo) na superfície em que o Sol apareceria exatamente acima de um observador. A posição da magnetopausa depende da pressão exercida pelo vento solar, que, por sua vez, depende da atividade solar. À frente da magnetopausa (a uma distância entre 80 a 130 Rj do centro jupiteriano) localiza-se a bow shock, um distúrbio de característica ondular causado pela colisão de partículas do vento solar com a magnetosfera jupiteriana. A região entre a ‘’bow shock’’ e a magnetopausa é chamada de magnetosheath.
| Parâmetro                                      | Júpiter      | Terra  |
| ---------------------------------------------- | ------------ | ------ |
| Raio (Rp, em km)                               | 71 398       | 6 371  |
| Período de rotação (h)                         | 9,9          | 24     |
| Intensidade do campo magnético no equador (μT) | 428          | 31     |
| Momento do dipolo (em unidades terrestres)     | 18 000       | 1      |
| Inclinação do dipolo magnético (em °)          | 10           | 11,3   |
| Distância da magnetopausa (Rp)                 | 50–100       | 8–10   |
| Potência (em terawatt - TW -)                  | 100          | 1      |
| Densidade do vento solar (em cm−3)             | 0,4          | 10     |
| Intensidade do campo magnético solar (nT)      | 1            | 6      |
| Íons principais                                | H+, On+, Sn+ | H+, O+ |

Do lado oposto do planeta, o vento solar estica as linhas do campo magnético de Júpiter, no chamado rabo magnético, que por vezes estende-se bem além da órbita de Saturno. A estrutura do rabo magnético jupiteriano é similar à da Terra, consistindo de dois lobos (áreas azuis na imagem), com o campo magnético no lobo sul apontando em direção a Júpiter, e o campo magnético no lobo norte, em direção oposta ao planeta. Os lobos são separados por uma folha fina de plasma, chamada de corrente da folha do rabo (tail current sheet, na imagem, em laranja). Como na Terra, o rabo magnético de Júpiter é um canal no qual o plasma solar entra nas regiões interiores da magnetosfera, onde é aquecido, formando os cinturões radioativos, a distâncias menores de 10 Rj de Júpiter.
O formato da magnetosfera jupiteriana descrito acima é mantido pela corrente neutra (também chamada de corrente do rabo magnético), que circula com a rotação jupiteriana através da folha de plasma, as correntes do plasma, que circulam contra a rotação jupiteriana na parte exterior do rabo magnético, e as correntes da magnetopausa (ou correntes de Chapman-Ferraro), que circulam contra a rotação na parte diurna da magnetosfera. Estas correntes criam o campo magnético que cancela o campo magnético interior fora da magnetosfera, e interagem substancialmente com o vento solar.
A magnetosfera de Júpiter é tradicionalmente dividida em três partes: interior, mediana e exterior. A parte interior da magnetosfera localiza-se a distâncias menores que 10 Rj do planeta. O campo magnético nesta região permanece aproximadamente dipolar, porque a contribuição das correntes em circulação na folha de plasma magnetosférica equatorial é pequena. Na região mediana da magnetosfera, entre 10 e 40 Rj, e na região exterior da magnetosfera, além de 40 Rj, o campo magnético não é um dipolo e é seriamente afetado por sua interação com a folha de plasma.

### O papel de Io

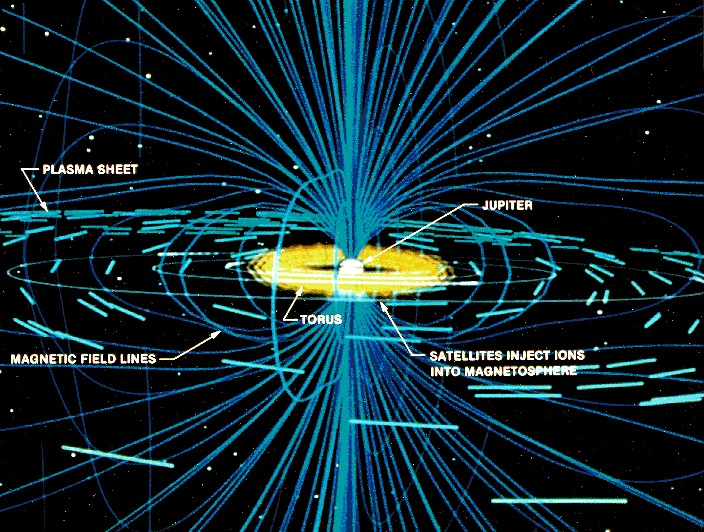
Interação de Io com a magnetosfera de Júpiter. Em amarelo, o toro de plasma de Io.

Embora em geral o formato da magnetosfera de Júpiter seja parecido com o da Terra, nas proximidades do planeta a estrutura da magnetosfera jupiteriana é bastante diferente da terrestre.. O satélite Io, que é vulcanicamente ativo, é uma fonte considerável de plasma e alimenta a magnetosfera jupiteriana com até 1 000 kg de novo material cada segundo. Fortes erupções vulcânicas em Io emitem grandes quantidades de dióxido de enxofre, a maior parte do qual é dissociada em átomos e ionizada pela radiação ultravioleta solar, produzindo íons de enxofre e oxigênio: S+, O+, S2+ e O2+ Estes íons escapam da atmosfera de Io e formam o "toro de plasma de Io": uma região anelar composta por plasma relativamente frio, circulando Júpiter, localizado próximo à orbita de Io. A temperatura do plasma dentro do toro é de 10–100 eV (100 000–1 000 000 K), o que é muito mais baixo que a temperatura das partículas nos cinturões radioativos — 10 keV (100 milhões K). O plasma no toro é forçado em corrotação com Júpiter, o que significa que ambos possuem o mesmo período de rotação. O toro de Io altera fundamentalmente a dinâmica da magnetosfera jupiteriana.
Como resultado de vários processos, o plasma gradualmente escapa de Júpiter. Os principais mecanismos de escape são difusão e instabilidade de troca.. À medida que o plasma se move para mais longe do planeta, a velocidade das correntes radiais em circulação no seu interior gradualmente aumenta, mantendo a corrotação. Estas correntes radiais também são a fonte da componente azimutal do campo magnético, que, como resultado, se curva contra a rotação. A densidade de partículas do plasma diminui de cerca de 2 000 cm−3 na região do toro de Io, para cerca de 0,2 cm−3 a uma distância de 35 Rj Na região mediana da magnetosfera, a distâncias maiores de 20 Rj de Júpiter, a corrotação gradualmente desaparece e o plasma começa a girar mais lentamente que o planeta. Finalmente, a distâncias maiores que 40 Rj (na parte externa da magnetosfera), o plasma escapa do campo magnético completamente e deixa a magnetosfera através do rabo magnético. À medida que plasma denso e frio se move para fora do campo magnético, ele é substituído por plasma quente (com temperaturas de 20 keV, ou 200 milhões K, ou mais) e de baixa densidade que provém da magnetosfera exterior. Este plasma, que é aquecido via processo adiabático à medida que se aproxima de Júpiter, forma os cinturões radioativos da parte interna da magnetosfera jupiteriana.

### Disco magnético
Enquanto o campo magnético terrestre possui aproximadamente o formato de uma gota, o campo magnético jupiteriano assemelha-se mais a um disco, que oscila periodicamente em torno de seu eixo. As principais razões para esta configuração são a força centrífuga do plasma em corrotação e a pressão térmica do plasma quente, que esticam as linhas do campo magnético de Júpiter, formando uma estrutura semelhante a uma panqueca, chamada de disco magnético, a distâncias maiores que 20 Rj do planeta. O disco magnético possui uma pequena folha de corrente no plano mediano, próximo ao equador magnético. As linhas do campo magnético apontam em direção oposta a Júpiter acima desta folha, e em direção ao planeta, embaixo da folha. O plasma proveniente de Io aumenta drasticamente o tamanho da magnetosfera jupiteriana, porque o disco magnético cria pressão interna adicional que equilibra a pressão do vento solar. Caso Io não fosse vulcanicamente ativo, ou presente no sistema jupiteriano, a distância do planeta até a magnetopausa no ponto subsolar não seria maior do que 42 Rj, enquanto que, em realidade, é de 75 Rj, em média.
A configuração do campo do disco magnético é mantida pela corrente anelar (não um análogo da corrente anelar terrestre), que circula em torno da folha de plasma equatorial. A força de Lorentz que resulta da interação desta corrente com o campo magnético planetário cria uma força centrípeta que impede o plasma em corrotação de escapar do planeta. Estima-se que a corrente do anel na folha equatorial seja de 90–160 milhões de ampères.

## Dinâmica

### Co-rotação e correntes radiais

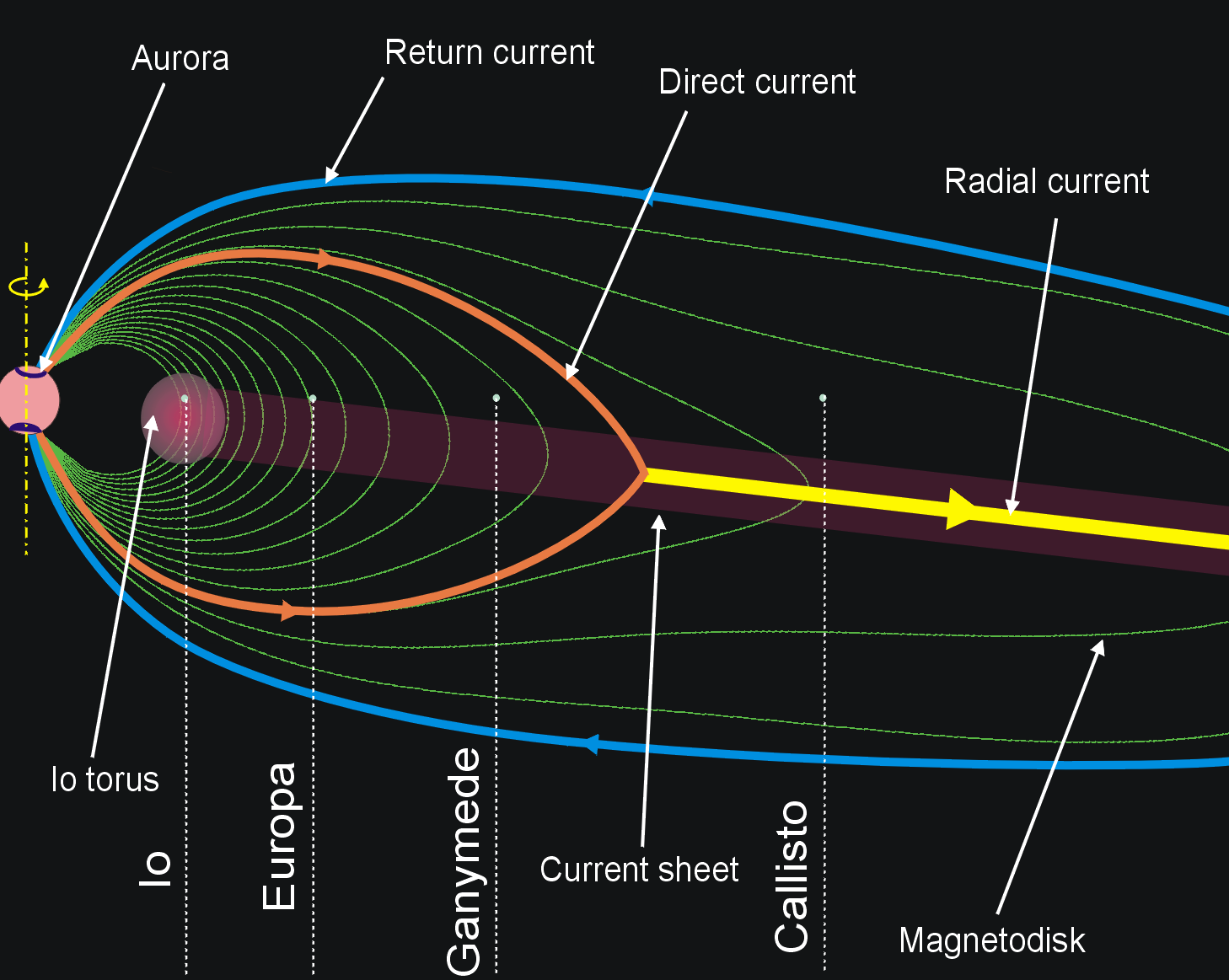
O campo magnético de Júpiter e correntes que mantêm corrotação do plasma.

O principal fator que permite a existência da magnetosfera de Júpiter é sua própria rotação. Júpiter pode ser comparado com um gerador unipolar. Quando Júpiter gira em torno de si mesmo, sua ionosfera se move em relação ao campo magnético dipolar do planeta. Como o momento magnético dipolar aponta na direção de rotação, a força de Lorentz, que é gerada como resultado deste movimento, faz com que elétrons movam-se em direção aos polos, enquanto que cátions são empurrados em direção ao equador. Como resultado, os polos tornam-se negativamente carregados e as regiões próximas ao equador, positivamente carregadas. Visto que a magnetosfera jupiteriana é composta de plasma altamente condutivo, o circuito elétrico é fechado através dele. Uma corrente elétrica, chamada de corrente direta, circula ao longo das linhas do campo magnético, da ionosfera até a folha de plasma equatorial. Esta corrente então circula radialmente, em direção oposta ao planeta, dentro da folha de plasma equatorial, e finalmente retorna à ionosfera planetária nas regiões externas da magnetosfera, seguindo as linhas de campo conectadas aos polos. As correntes que correm junto com as linhas do campo magnético são geralmente chamadas de correntes de Birkeland, ou campo-alinhadas. A corrente radial interage com o campo magnético planetário, e a força de Lorentz resultante acelera o plasma magnetosférico na direção de rotação planetária. Este é o principal mecanismo que mantém a corrotação do plasma na magnetosfera jupiteriana.
A corrente circulando da ionosfera até a folha de plasma é especialmente forte quando a parte correspondente da folha de plasma possui um período de rotação menor do que o do planeta. Como mencionado anteriormente, a corrotação começa a desaparecer na região localizada entre 20 e 40 Rj de Júpiter. Esta região corresponde ao disco magnético, no qual o campo magnético é bastante esticado. A forte corrente direta circulando no disco magnético origina-se entre 16±1° de latitude dos polos magnéticos de Júpiter. Estas regiões circulares correspondem às principais ovais de auroras de Júpiter. A corrente que volta da região externa da magnetosfera, além de 50 Rj, entra na ionosfera jupiteriana próximo aos polos, fechando o circuito elétrico. Estima-se que o total da corrente radial na magnetosfera jupiteriana seja em torno de 60–140 milhões de ampères.
A aceleração do plasma para que entre em corrotação com o planeta leva à transferência de energia da rotação jupiteriana para energia cinética do plasma. Neste sentido, o mecanismo que mantém a magnetosfera de Júpiter é a rotação do planeta, enquanto que a magnetosfera terrestre é alimentada primariamente pelo vento solar.

### Instabilidade de intercâmbio e reconexão
O principal problema encontrado no estudo da dinâmica da magnetosfera jupiteriana é o transporte de plasma denso e frio do toro de Io em torno de 6 Rj para a região externa da magnetosfera jupiteriana, a distâncias superiores de 50 Rj. O preciso mecanismo que alimenta este processo não é conhecido, mas acredita-se que ocorra como resultado da difusão de plasma devido à instabilidade de troca. Este processo é similar à instabilidade de Rayleigh-Taylor em hidrodinâmica. No caso da magnetosfera jupiteriana, a força centrífuga faz o papel da gravidade; o líquido pesado é o plasma frio e denso de Io, e o líquido leve é o plasma de menor densidade e maior temperatura da região externa da magnetosfera jupiteriana. A instabilidade leva ao intercâmbio entre as partes exteriores e interiores da magnetosfera, através de tubos de fluxo, carregados com plasma. Os tubos vazios, que boiam, movem-se em direção ao planeta, e empurram os tubos pesados, carregados com plasma de Io, em direção oposta a Júpiter. O intercâmbio de tubos de fluxo é uma forma de turbulência magnetosférica.

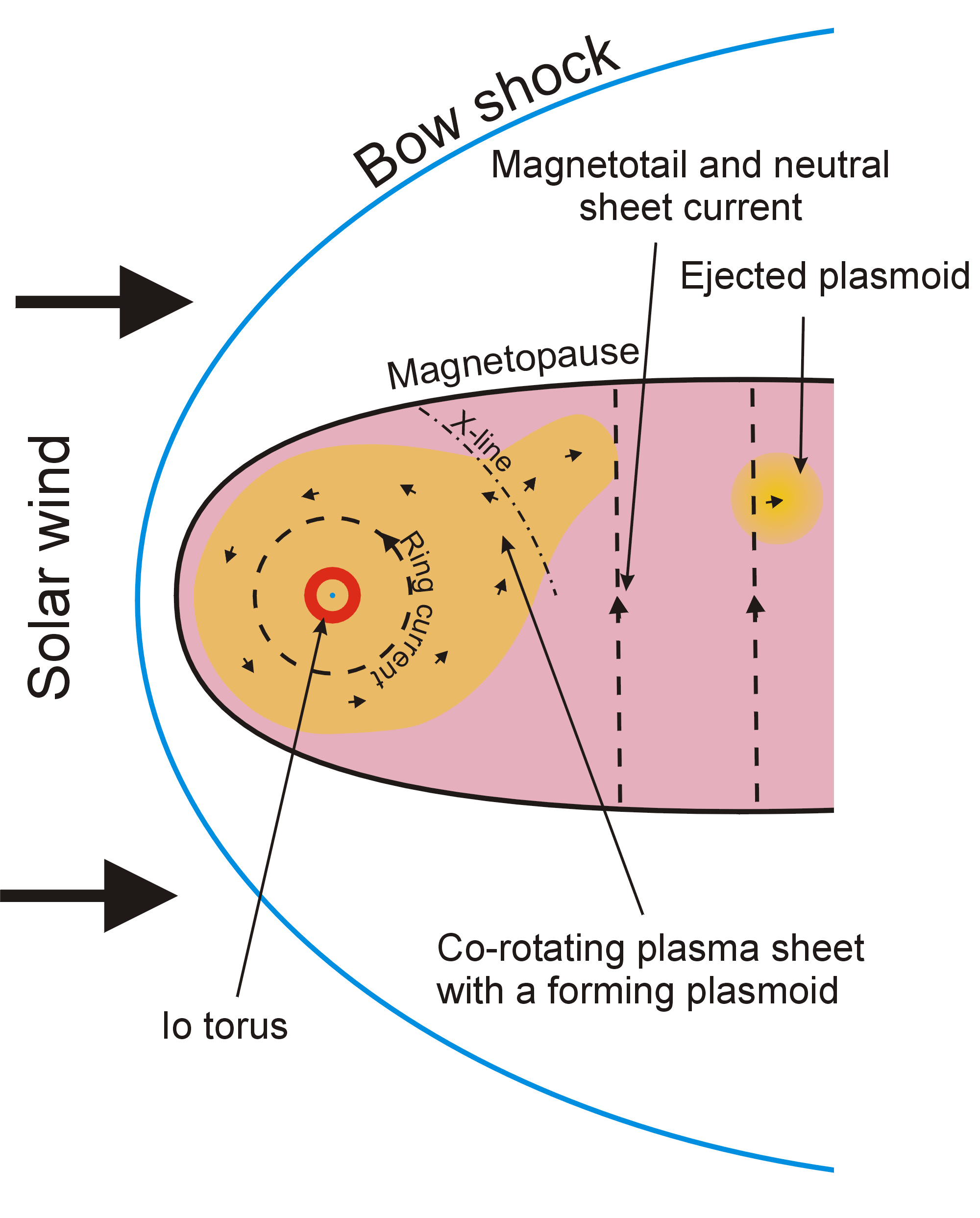
A magnetosfera de Júpiter vista acima do polo norte.

Esta hipótese foi parcialmente confirmada pela sonda espacial Galileu, que detectou regiões em que a densidade do plasma é drasticamente menor e a força do campo magnético é maior, na região interna da magnetosfera. Estas regiões vazias podem corresponder aos tubos praticamente vazios que provêm da região externa da magnetosfera. Na região mediana da magnetosfera, a Galileu detectou os chamados "eventos de injeção", que ocorrem quando plasma quente da região externa da magnetosfera penetra de repente o disco magnético, levando a um aumento do fluxo de partículas energizadas e a um aumento do campo magnético. Não se conhece ainda o mecanismo que possa explicar o transporte de plasma frio em direção oposta ao planeta.
Quando tubos de fluxo carregados com plasma frio de Io alcançam a região externa da magnetosfera, eles passam por um processo de reconexão, que separa o campo magnético do plasma. O primeiro retorna à região interna da magnetosfera como tubos de fluxo carregados com plasma quente e menos denso, enquanto que o último é provavelmente ejetado no rabo magnético, como plasmoides. Os processos de reconexão podem corresponder aos eventos de reconfiguração global que foram observados pela Galileu, que ocorreram a cada dois ou três dias. Os eventos de reconfiguração geralmente incluíam variações rápidas e caóticas da força e direção do campo magnético, bem como mudanças abruptas no movimento de plasma, o qual muitas vezes parava a corrotação e começava a correr em direção oposta ao planeta. Estes eventos foram observados principalmente nas regiões de alvorada da magnetosfera. O plasma fluindo no rabo pelas linhas de campo abertas é chamado de vento planetário.
Os eventos de reconexão são análogos às tempestades magnéticas que ocorrem na magnetosfera terrestre. A diferença entre ambas é a fonte de energia: tempestades terrestres envolvem a estocagem da energia do vento solar no rabo magnético terrestre, seguida de seu escape via um evento de reconexão na corrente neutra da folha do rabo, o que também cria um plasmoide, que se move pelo rabo. Em Júpiter, a energia rotacional é estocada no disco magnético e liberada quando um plasmoide separa-se do disco.

### Influência do vento solar
Apesar de a dinâmica da magnetosfera jupiteriana depender primariamente de fontes internas de energia, o vento solar provavelmente também possui um papel, particularmente como uma fonte de prótons de alta energia. A estrutura da região externa da magnetosfera mostra algumas características típicas de uma magnetosfera alimentada pelo vento solar, incluindo uma significativa assimetria entre a alvorada e o pôr do sol. Em particular, as linhas do campo magnético no setor da alvorada são entortadas na direção oposta às do pôr do sol. Além disso, a magnetosfera, no setor da alvorada, contém linhas de campo abertas, conectadas ao rabo magnético, enquanto que no setor do pôr do sol as linhas de campo são fechadas. Estas observações indicam que um processo de reconexão alimentado pelo vento solar, que na magnetosfera terrestre é chamado de ciclo de Dungey, pode estar ocorrendo na magnetosfera de Júpiter.
A extensão da influência do vento solar na dinâmica da magnetosfera jupiteriana é no momento desconhecida. Porém, a influência pode ser especialmente alta em tempos de elevada atividade solar. Emissões de rádio,luz visível e raios X provenientes das auroras jupiterianas, bem como emissões dos cinturões de radiação, mostram correlação com a pressão do vento solar, indicando que o mesmo pode desempenhar um papel importante na circulação de plasma ou na modulação de processos internos da magnetosfera.

## Emissões

### Auroras

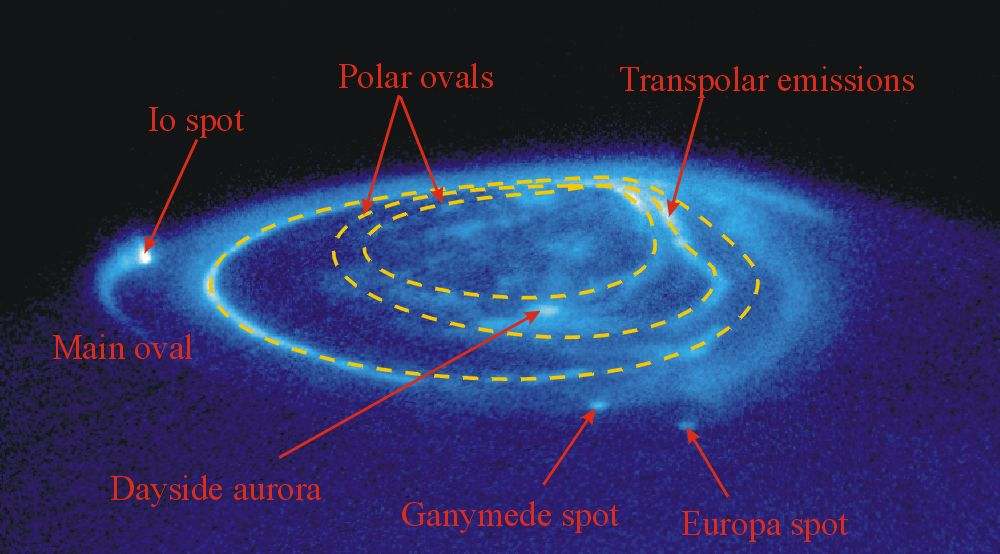
Imagem de auroras setentrionais de Júpiter, mostrando a oval de aurora principal, as emissões polares e as manchas geradas pela interação com os satélites de Júpiter.

Júpiter possui auroras persistentes e brilhantes em ambos os polos. Ao contrário das auroras terrestres, que são transientes e ocorrem apenas em tempos de maior atividade solar, as auroras de Júpiter são permanentes, embora sua intensidade varie de dia para dia. As auroras consistem de três componentes principais: as ovais principais, que são características circulares, brilhantes e estreitas (com menos de mil quilômetros de largura) localizadas a cerca de 16° dos polos magnéticos; as manchas aurorais dos satélites, que correspondem às sombras das linhas de campo magnético que conectam suas ionosferas com a ionosfera jupiteriana; e emissões transientes polares dentro das ovais principais. Apesar de as emissões aurorais terem sido detectadas em quase todas as regiões do espectro eletromagnético, de ondas de rádio até raios X (de até 3 keV), as emissões são mais brilhantes no infravermelho (comprimento de onda entre 3–4 μm e 7–14 μm) e no ultravioleta (80–180 nm).
As ovais principais formam a parte dominante das auroras jupiterianas. Elas possuem formatos e localizações estáveis, mas sua intensidade é fortemente modulada pela pressão do vento solar — quanto maior a pressão exercida, mais fracas as auroras. Como mencionado anteriormente, as ovais principais são mantidas pelo forte fluxo de elétrons acelerados pela queda do potencial elétrico entre o plasma do disco magnético e a ionosfera jupiteriana. Estes elétrons possuem correntes de campo alinhadas, que mantêm o plasma em corrotação no disco magnético. As quedas no potencial elétrico ocorrem porque o esparso plasma fora da folha equatorial pode carregar apenas uma corrente de força limitada, sem estas correntes. Os elétrons que se precipitam possuem energia entre 10 e 100 keV, e penetram fundo na atmosfera de Júpiter, na qual eles se ionizam e excitam hidrogênio molecular, causando emissões de raios ultravioleta. O total da energia contida dentro da ionosfera é de 10 a 100 TW. Além disso, as correntes dentro da ionosfera a aquecem pelo processo de aquecimento Joule. Este aquecimento, que produz até 300 TW de potência, é responsável pela forte radiação infravermelha emitida nas auroras jupiterianas, além de ser parcialmente responsável pelo aquecimento da termosfera do planeta.
Manchas atribuídas aos satélites galileanos Io, Europa e Ganímedes foram encontradas. Estas manchas desenvolvem-se porque a corrotação do plasma é diminuída na vizinhança dos satélites. A mancha mais brilhante pertence a Io, que é a principal fonte de plasma da magnetosfera. Acredita-se que a mancha auroral de Io é causada por correntes de Alfvén circulando da ionosfera de Júpiter para a de Io. As manchas de Europa e de Ganímedes são muito mais fracas, porque estes satélites são pequenos fornecedores de plasma para a magnetosfera jupiteriana, devido à sublimação do gelo de água em suas superfícies.
Arcos brilhantes e manchas aparecem esporadicamente dentro das ovais principais. Acredita-se que a causa destes fenômenos transientes esteja relacionada com a interação com o vento solar. Acredita-se que as linhas do campo magnético nesta região sejam abertas ou se projetem em direção ao rabo magnético. As ovais secundárias observadas dentro da oval principal podem estar relacionadas com a fronteira entre linhas de campo magnético abertas e fechadas, ou com as extremidades polares. As emissões das auroras polares são similares àquelas observadas nos polos terrestres: ambas aparecem quando elétrons são acelerados em direção ao planeta por quedas no potencial elétrico, durante a reconexão do campo magnético solar com a do planeta. As regiões dentro das ovais principais emitem a maior parte dos raios X emitidos pelas auroras. O espectro dos raios X consiste de linhas de espectro de oxigênio e enxofre altamente ionizados, que provavelmente aparecem quando íons de enxofre e oxigênio energizados (centenas de keV) precipitam-se na atmosfera polar de Júpiter. A fonte desta precipitação ainda é desconhecida.

### Júpiter como um pulsar
| Emissão                       | Júpiter   | Mancha de Io      |
| ----------------------------- | --------- | ----------------- |
| Rádio (KOM, <0,3 MHz)         | ~1 GW     | ?                 |
| Rádio (HOM, 0,3–3 MHz)        | ~10 GW    | ?                 |
| Rádio (DAM, 3–40 MHz)         | ~100 GW   | 0.1–1 GW (Io-DAM) |
| IR (hidrocarbonetos, 7–14 μm) | ~40 TW    | 30–100 GW         |
| IR (H3+, 3–4 μm)              | 4–8 TW    | 30–100 GW         |
| Visível (0,385–1 μm)          | 10–100 GW | 0.3 GW            |
| UV (80–180 nm)                | 2–10 TW   | ~50 GW            |
| Raios X (0,1–3 keV)           | 1–4 GW    | ?                 |

Júpiter é uma poderosa fonte de ondas de rádio, cuja frequência varia entre vários kHz até dezenas de MHz. Ondas de rádio com frequências de menos de 0,3 MHz (e, consequentemente, com comprimento de onda maior que um quilômetro) são chamadas de radiação jupiteriana quilométrica, ou KOM. Aquelas com frequência entre 0,3  e 3 MHz (com comprimento de onda entre 100 e 1 000 metros) são chamadas de radiação hectométrica, ou HOM, enquanto que emissões entre 3 e 40 MHz (com comprimentos de onda entre 10 e 100 m) são chamadas de radiação decamétrica, ou DAM. Este último formato de radiação foi o primeiro a ser observado da Terra, e sua periodicidade de 10 horas facilitou sua identificação como originário de Júpiter. A parte mais forte das emissões decamétricas está relacionada com Io e o sistema de corrente Io-Júpiter e é chamada de Io-DAM.
Acredita-se que a maioria destas emissões seja causada pelo mecanismo de instabilidade ciclotrônica do máser, que ocorre próximo às regiões de auroras, no qual elétrons vão e vem entre os polos. Os elétrons que estão envolvidos na geração de ondas de rádio são provavelmente aqueles que carregam corrente dos polos do planeta para o disco magnético. A intensidade das emissões de rádio de Júpiter geralmente varia suavemente com o tempo; porém, o planeta emite periodicamente explosões de curta duração mas muito fortes (S bursts), que podem superar em brilho todos os outros componentes. A potência total das emissões DAM é de cerca de 100 GW, enquanto que a dos componentes HOM e KOM é de cerca de 10 GW em conjunto. Em comparação, o poder total das emissões de rádio da Terra é de cerca de 0,1 GW.

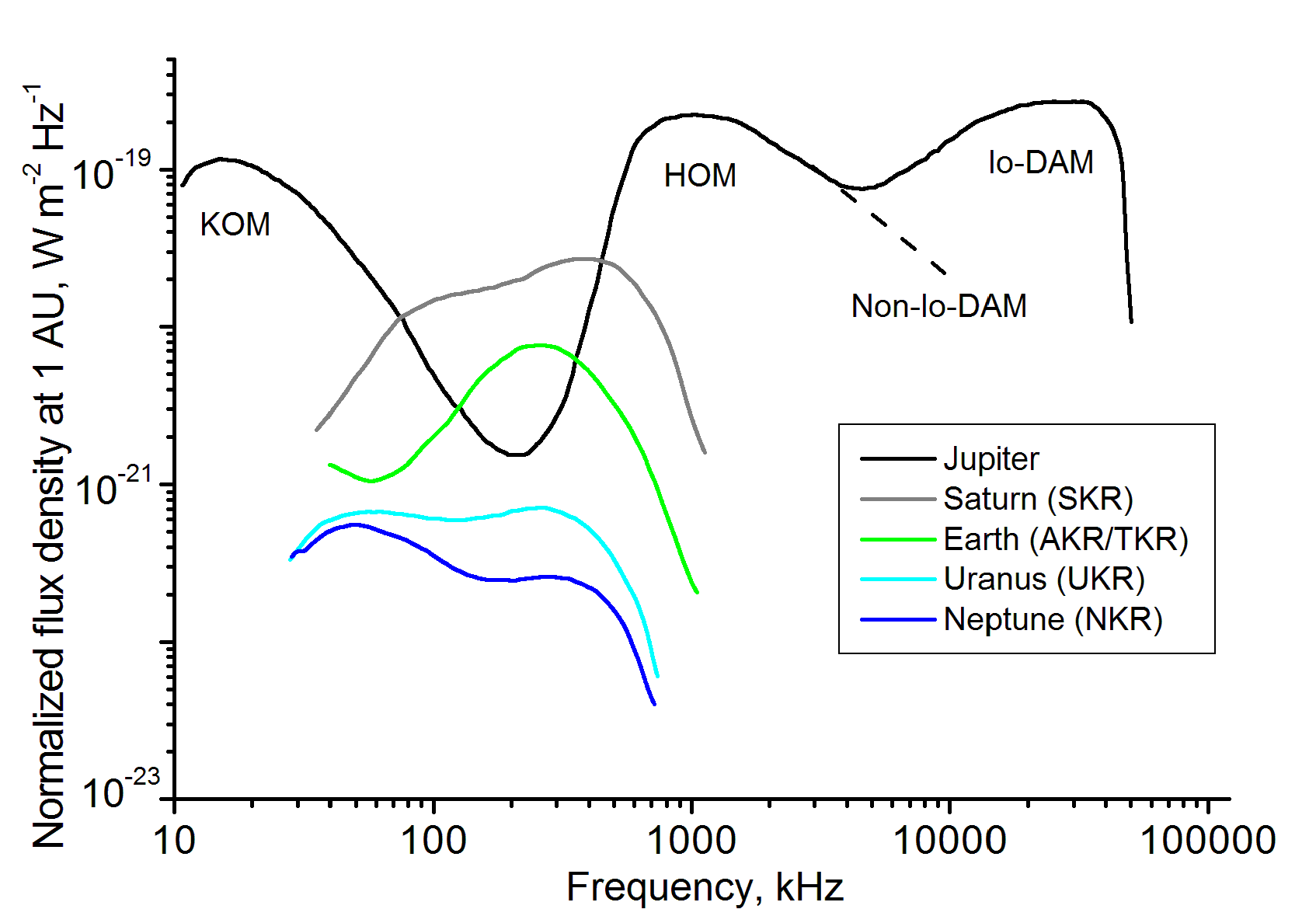
O espectro de emissões de rádio de Júpiter, comparado com o espectro de outros quatro planetas magnetizados, em que (N,T,S,U)KR significa radiação quilométrica de Netuno, Terra, Saturno e Urano, respectivamente.

As emissões de rádio e partículas de Júpiter são fortemente moduladas por sua rotação, o que torna o planeta semelhante, em certa maneira, a um pulsar. Esta modulação periódica está provavelmente relacionada com assimetrias existentes na magnetosfera jupiteriana, que são causadas pela inclinação axial do momento magnético com respeito ao eixo rotacional, bem como anomalias magnéticas de alta latitude. As leis da física que governam as emissões de rádio em Júpiter são similares àquelas em pulsares de rádio. Júpiter e pulsares diferem apenas em escala, sendo Júpiter considerado um pulsar de rádio muito pequeno. Além disso, as emissões de rádio de Júpiter dependem fortemente da pressão do vento solar e, portanto, da atividade solar.
Além de radiação de relativamente longo comprimento de onda, Júpiter também emite radiação síncrotron (também chamada de radiação decimétrica de Júpiter, ou radiação DIM), com frequências entre 0,1 a 15 GHz (comprimento de onda entre 3 m to 2 cm), o que é a radiação bremsstrahlung de elétrons relativísticos dentro dos cinturões radioativos do planeta. A energia dos elétrons que contribuem para as emissões DIM varia entre 0,1 e 100 MeV, enquanto que a contribuição principal provém dos elétrons com energia entre 1 e 20 MeV. Esta radiação é bem entendida, e foi usada desde a década de 1960 para estudar a estrutura do campo magnético e dos cinturões radioativos do planeta. As partículas nos cinturões radioativos originam-se na região externa da magnetosfera, e são acelerados adiabaticamente, quando são transportados para a região interna da magnetosfera.
A magnetosfera de Júpiter ejeta correntes de elétrons e íons de alta energia (com energia de até dezenas de MeV, que podem viajar até a órbita da Terra. Estas emissões são altamente colimadas e variam com o período de rotação do planeta, como no caso das emissões de rádio. Neste caso, Júpiter também age de modo similar a um pulsar.

## Interação com os anéis e os satélites
A extensa magnetosfera de Júpiter envolve o seu sistema de anéis e as órbitas dos quatro satélites galileanos. Orbitando próximo ao equador magnético, estes corpos servem como fontes e poços de plasma magnetosférico, enquanto que partículas energéticas da magnetosfera alteram suas superfícies. Estas partículas pulverizam material das superfícies dos satélites e dos anéis e alteram as propriedades destes corpos por radiólise. A corrotação do plasma com o planeta faz com que o plasma interaja prioritariamente com os hemisférios das luas no seu caminho, causando notável assimetria hemisférica. Além disso, os grandes campos magnéticos internos dos satélites contribuem para o campo magnético jupiteriano.
Próximo a Júpiter, os anéis planetários e os pequenos satélites (do Grupo Amalteia) absorvem partículas de alta energia (com mais de 10 keV) dos cinturões de radiação. Isto cria vazios notáveis na distribuição espacial dos cinturões, afetando as emissões de radiação síncrotron decimétricas. Na verdade, a existência dos anéis de Júpiter foi suposta a partir dos dados da sonda Pioneer 11, que detectou uma queda brusca no número de íons de alta energia nas proximidades do planeta. O campo magnético planetário influencia fortemente o movimento de partículas submicrométricas que compõem os anéis, que adquirem uma carga elétrica sob a influência da radiação ultravioleta solar. Este comportamento é similar ao dos íons em corrotação. Acredita-se que a interação ressonante entre a corrotação e o movimento orbital seja responsável pela criação do anel halo, o mais próximo ao planeta, localizado entre 1,4 e 1,71 Rj, consistindo de partículas submicrométricas em órbitas altamente inclinadas e excêntricas. As partículas originam-se no anel principal, porém, quando elas se movimentam em direção a Júpiter, as suas órbitas são modificadas pela forte ressonância de Lorentz de 3:2, localizada a 1,71 Rj, o que aumenta a inclinação e excentricidade de suas órbitas. Outra ressonância de Lorentz de 2:1, localizada a 1,41 Rj, define o limite interior do anel halo.
Todos os satélites galileanos possuem tênues atmosferas com pressão de superfície entre 0,01 e 1 nbar, que, por sua vez, suportam ionosferas substanciais, com densidade de elétrons entre 1 000 e 10 000 cm−3. O plasma magnetosférico frio em corrotação é parcialmente desviado em torno dos satélites pelas correntes induzidas em suas ionosferas, criando estruturas em forma de cunha chamadas de "asas de Alfvén". A interação dos grandes satélites com o plasma em corrotação é similar à interação do vento solar com planetas não magnetizados, como Vênus, embora a velocidade do plasma em corrotação seja geralmente subsônica (com velocidades entre 74 e 328 km/s), o que impede a formação de um bow shock. A pressão do plasma em corrotação continuamente remove gases das atmosferas dos satélites (especialmente a de Io), e alguns destes átomos são ionizados e trazidos para a corrotação. Este processo cria gás e toros de plasma na vizinhança das órbitas dos satélites, com o toro de Io sendo o mais proeminente. Na realidade, os satélites galileanos, em especial Io, atuam como as principais fontes de plasma das regiões interiores e medianas da magnetosfera de Júpiter. Enquanto isto, as partículas altamente energéticas praticamente não são afetadas pelas asas de Alfvén, e possuem acesso livre para as superfícies dos satélites galileanos, com exceção de Ganímedes.
Os satélites galileanos gelados Europa, Ganímedes e Calisto geram momentos magnéticos induzidos em resposta às mudanças no campo magnético jupiteriano. Esses momentos magnéticos variáveis criam campos magnéticos dipolares em torno destes satélites, que compensam mudanças no campo do ambiente. Acredita-se que esta indução aconteça em camadas subsuperficiais de oceanos de água salgada, cuja existência é provável nos três satélites galileanos gelados. Estes oceanos podem potencialmente abrigar vida, e a evidência da sua existência foi uma das descobertas mais importantes feitas pela Galileu na década de 1990.
A interação com a magnetosfera de Júpiter com Ganímedes, que possui um momento magnético intrínseco, difere da interação da magnetosfera jupiteriana com os satélites não magnetizados. O campo magnético de Ganímedes cria uma cavidade dentro da magnetosfera jupiteriana, com diâmetro de cerca do dobro do de Ganímedes, criando uma pequena magnetosfera dentro da magnetosfera jupiteriana. O campo magnético de Ganímedes desvia o plasma em corrotação em torno da sua magnetosfera. A magnetosfera de Ganímedes também protege as regiões equatoriais do satélite, onde as linhas do campo magnético são fechadas, de partículas energéticas. Essas últimas, porém, ainda podem atingir livremente as regiões polares do satélite, onde as linhas do campo magnético são abertas. Algumas das partículas energéticas são capturadas próximo ao equador de Ganímedes, criando pequenos cinturões de radiação. Os elétrons energéticos penetrando a tênue atmosfera do satélite são responsáveis pelas auroras polares observadas em Ganímedes.
Partículas carregadas possuem uma influência considerável nas propriedades da superfície dos satélites galileanos. Plasma proveniente de Io remove íons de enxofre e sódio para longe do planeta, sendo tais íons implantados principalmente nos hemisférios posteriores de Europa e Ganímedes. Porém, em Calisto, por razões desconhecidas, o enxofre está concentrado no hemisfério anterior. O plasma pode ser responsável pelo escurecimento dos hemisférios posteriores (com exceção de Calisto). Íons e elétrons energéticos, com o fluxo dos primeiros sendo mais isotrópico, bombardeiam o gelo superficial, pulverizando átomos e moléculas e causando radiólise da água e outros compostos químicos. As partículas energéticas dissociam a água em oxigênio e hidrogênio, mantendo a tênue atmosfera de oxigênio das luas geladas (pois o hidrogênio escapa mais rapidamente). Os compostos produzidos por radiólise nos satélites também incluem ozônio e peróxido de hidrogênio. Se moléculas orgânicas ou carbonatos estiverem presentes, dióxido de carbono, metanol e ácido carbônico também podem ser produzidos. Na presença de enxofre, os prováveis compostos químicos produzidos incluem dióxido de enxofre, dissulfeto de hidrogênio e ácido sulfúrico. Os oxidantes produzidos via radiólise, como oxigênio e ozônio, podem ser capturados dentro do gelo e transportados para os oceanos ao longo de intervalos de tempo  geológicos, servindo então como possível fonte de energia para a vida.

## Descoberta e exploração

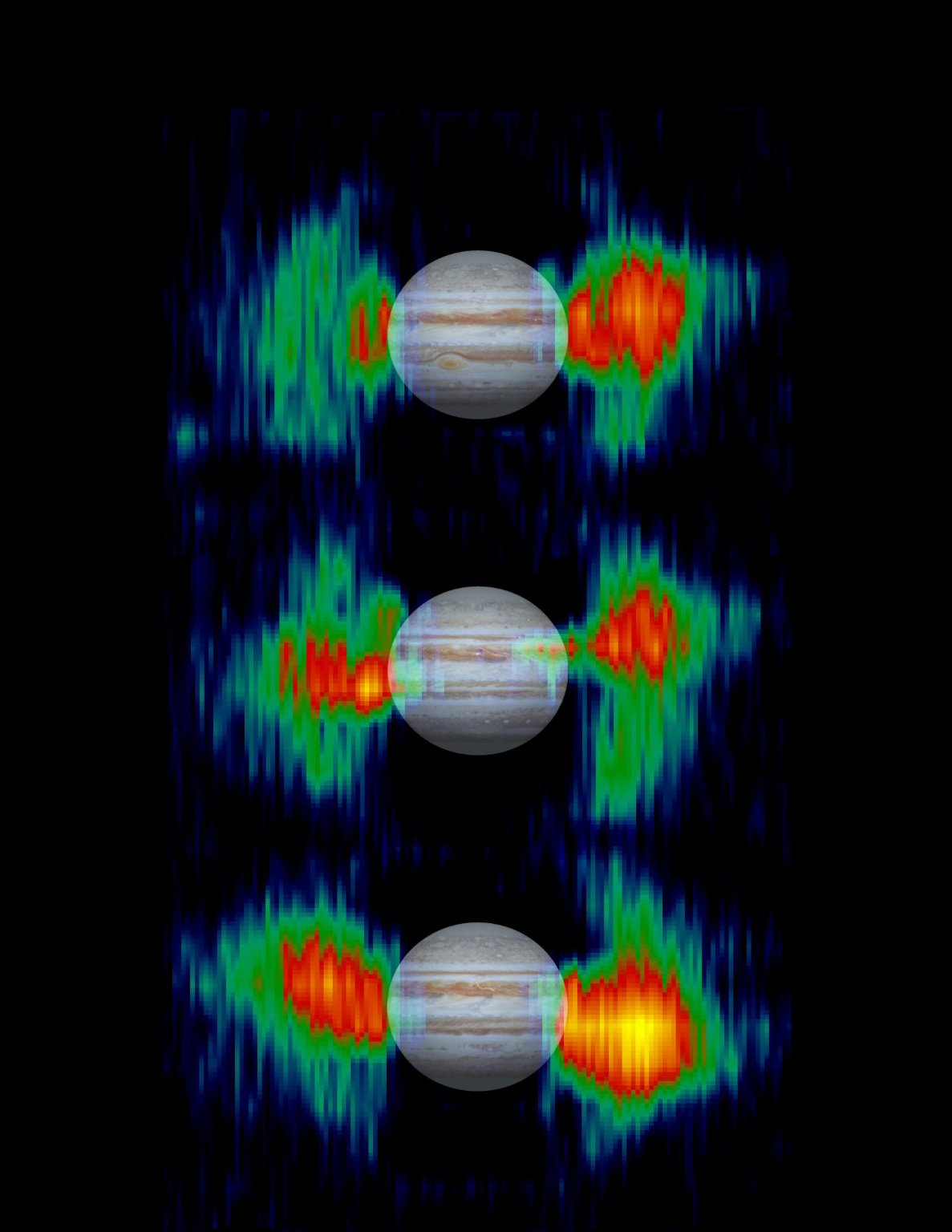
Os cinturões de radioatividade de Júpiter.

As primeiras evidências indicando a existência do campo magnético de Júpiter apareceram em 1955, com a descoberta das emissões decamétricas de rádio (DAM). Como o espectro do DAM estendia-se até 40 MHz, os astrônomos concluíram que Júpiter deveria possuir um campo magnético de cerca de um milésimo de tesla, ou 10 gauss. Em 1959, observações da parte de micro-ondas do espectro eletromagnético levaram à descoberta da radiação decimétrica (DIM), e à conclusão de que tratava-se de radiação síncrotron emitida por elétrons relativísticos capturados pelos cinturões de radiação de Júpiter. Estas emissões de radiação síncrotron foram utilizadas para estimar o número e a energia dos elétrons em torno de Júpiter, levando a estimativas mais precisas do momento magnético e sua inclinação.
Até 1973, o momento magnético jupiteriano era conhecido dentro de um fator de dois, enquanto que sua inclinação tinha sido corretamente estimada em cerca de 10°. A modulação da radiação DAM por Io (o chamado Io-DAM) foi descoberta em 1964, permitindo que o período de rotação de Júpiter fosse precisamente determinado. O campo magnético jupiteriano foi descoberto em definitivo em dezembro de 1973, quando a Pioneer 10 passou próximo ao planeta.
Até o presente, um total de oito sondas espaciais passaram próximo a Júpiter, todas contribuindo para o conhecimento atual da magnetosfera do planeta. A primeira sonda espacial a alcançá-lo foi a Pioneer 10, em dezembro de 1973, que passou a 2,9 Rj. do centro do planeta. A Pioneer 11 visitou Júpiter um ano depois, utilizando uma trajetória altamente inclinada, com aproximação de cerca de 1,6 Rj
A Pioneer 11 forneceu a melhor cobertura existente da região interna do campo magnético. Os níveis de radiação em Júpiter eram dez vezes mais altos do que os projetistas da Pioneer haviam previsto, levando ao temor de que a sonda não sobrevivesse naquele ambiente hostil. Porém, com pequenas panes, a sonda conseguiu passar através dos cinturões de radiação, salva em grande parte pelo fato de que a magnetosfera de Júpiter havia "saltado" levemente para cima, afastando-se da direção da sonda. Porém, a Pioneer 11 perdeu a maior parte das imagens de Io, visto que a radiação fez com que seu polarímetro (que controla as câmaras da sonda) recebesse um número de comandos espúrios. As sondas subsequentes Voyager, muito mais avançadas tecnologicamente, tiveram que ser redesenhadas de modo a poder suportar os altos níveis de radiação.
As sondas Voyager 1 e Voyager 2 efetuaram sua aproximação de Júpiter em 1979 e em 1980, respectivamente, passando quase ao longo de seu plano equatorial. A Voyager 1, que passou a 5 Rj do centro do planeta, descobriu o toro de plasma de Io. A Voyager 2 passou a 10 Rj, e descobriu a folha de plasma no plano equatorial. A sonda seguinte a aproximar-se de Júpiter foi a Ulysses, em 1992, que investigou as regiões polares da magnetosfera jupiteriana.

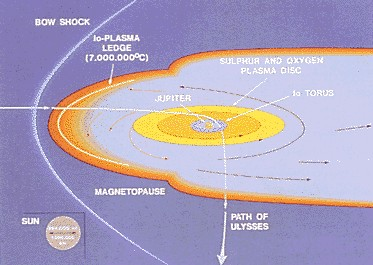
A rota da sonda Ulysses na magnetosfera de Júpiter em 1992.

A sonda Galileu, que orbitou Júpiter entre 1995 e 2003, forneceu cobertura extensiva do campo magnético de Júpiter próximo ao plano equatorial a distâncias de até 100 Rj. Entre as regiões estudadas, estavam o rabo magnético e os setores da alvorada e do pôr do sol da magnetosfera. Apesar de a Galileu ter sobrevivido com sucesso dentro do ambiente hostil radioativo em torno de Júpiter, a sonda passou por alguns problemas técnicos. Em particular, os giroscópios da espaçonave muitas vezes exibiram erros. Diversas vezes arco elétricos ocorreram entre as partes giratórias e não giratórias da sonda, levando a sonda a entrar em modo de segurança, com perda total da informação da 16a, 18a e 33a órbitas. A radiação também causou desvios de fase no oscilador de quartzo extremamente estável da sonda.
Quando a Cassini-Huygens passou próximo a Júpiter em 2000, a sonda efetuou diversas medidas em coordenação com a Galileu. A última sonda a visitar Júpiter foi a New Horizons em 2007, que efetuou uma investigação do rabo magnético jupiteriano, viajando por 2 500 Rj ao longo do mesmo.
A cobertura da magnetosfera jupiteriana continua a ser muito inferior à existente para o campo magnético terrestre. Futuras missões, tais como a Juno, são importantes para aumentar o conhecimento da dinâmica da magnetosfera jupiteriana.
Em 2003, a NASA conduziu um estudo conceitual chamado Human Outer Planets Exploration (HOPE, em português, "Exploração Humana dos Planetas Exteriores"), cogitando a futura exploração do exterior do Sistema Solar. A possibilidade de construção de uma base em Calisto foi discutida, por causa dos baixos níveis de radioatividade existentes no satélite (graças à distância deste em relação a Júpiter), bem como sua estabilidade geológica. Calisto é o único satélite galileano em que exploração humana é possível. Os níveis de radiação ionizante em Io, Europa ou Ganímedes são inviáveis para a vida humana, e as medidas de proteção ainda precisam ser desenvolvidas.